# Hardee’s
Hardee’s ist eine US-amerikanische Schnellrestaurantkette mit Sitz in St. Louis, Missouri, deren Spezialität die so genannten „Thickburger“, Rindfleisch-Hamburger, sind. Stand 2023 wurden mehr als 1.800 Standorte in 13 Bundesstaaten betrieben.
Traditionell ist die Kette jedoch auch für ihre Biscuits (weiche, kleine Hefebrötchen) und ihre sechseckigen Gebäude bekannt. Das Unternehmen wurde 1960 von Wilbur Hardee in North Carolina gegründet und ist heute vor allem im Südosten und Mittleren Westen der USA verbreitet. Einer der Slogans lautet „a fast food experience that can’t be topped this side of the Mississippi“ („ein Fast-Food-Erlebnis, das diesseits des Mississippi nicht übertroffen werden kann“). Gemeint ist die östliche Seite des Mississippi, wo das Unternehmen besonders viele Filialen betreibt.
1997 wurde Hardee’s von CKE Restaurants, dem Mutterkonzern von Carl’s Jr., übernommen und das Hardees-Logo mit einem lächelnden Stern versehen, der auch das Logo von Carl’s prägt. 2001 wurde der Unternehmenssitz von Rocky Mount nach St. Louis verlegt.